# Heflikita
La heflikita és un mineral de la classe dels silicats. Pertany al grup de l'epidota, un dels grups que formen el supergrup de l'epidota, sent el primer membre del supergrup amb escandi dominant.

## Característiques
La heflikita és un sorosilicat de fórmula química (CaCa)(AlAlSc)O[Si₂O₇][SiO₄](OH). Va ser aprovada com a espècie vàlida per l'Associació Mineralògica Internacional l'any 2023, i publicada un any més tard. Cristal·litza en el sistema monoclínic. És l'anàleg d'escandi de la clinozoïsita, l'epidota, la mukhinita i la piemontita.
Les mostres que van servir per a determinar l'espècie, el que es coneix com a material tipus, es troben conservades a les col·leccions del museu mineralògic de la Universitat de Breslau, Polònia, amb el número de catàleg: mmuwr iv8120, i al Museu d'Història Natural de la Universitat d'Oslo (Noruega), amb el número de catàleg: knr 44407.

## Formació i jaciments
Va ser descrita a partir de mostres recollides a la pedrera de serpentinita de la localitat de Gmina Jordanów Śląski, dins el comtat de Breslau (Voivodat de Baixa Silèsia, Polònia), i a la pegmatita Heftetjern, a la localitat de Tørdal (Telemark, Noruega). Aquests dos indrets són els únics de tot el planeta on ha estat descrita aquesta espècie mineral.